# Willow (Fernsehserie)
Willow ist eine US-amerikanische Fantasy-Fernsehserie von Showrunner Jonathan Kasdan, die auf dem im Jahr 1988 erschienenem gleichnamigen Film basiert und als dessen Fortsetzung gilt.
Der Ausstrahlungsbeginn der vorerst acht Episoden umfassenden Miniserie begann Ende November 2022 auf Disney+ und endete im Januar 2023. Aufgrund zu niedriger Zuschauerzahlen wurde Willow Ende Mai 2023 von der Streaming-Plattform entfernt und ist seitdem nicht mehr abrufbar.

## Handlung
Die Geschichte der Serienadaption startet etwa 16 Jahre nach der Handlung des ursprünglichen Films.
Eine Gruppe von sechs Helden begibt sich auf eine gefährliche Suche an Orte weit außerhalb ihrer Heimat, wo sie sich ihren inneren Dämonen stellen und zusammenkommen müssen, um ihre Welt zu retten. Ihre Beweggründe sind dabei höchst unterschiedlich: Kit, die ungestüme Tochter von Königin Sorsha und dem Draufgänger Madmartigan, möchte ihren entführten Zwillingsbruder Airk retten. Die Gelegenheit kommt ihr zupass, um einer unliebsamen Heirat mit dem gebildeten, aber wenig heldenhaften Prinzen Graydon zu entkommen, die von ihrer Mutter und seinem Vater vereinbart wurde. Außerdem hofft sie auf Hinweise über den Verbleib ihres eigenen Vaters Madmartigan, der vor Jahren spurlos verschwand. Kits beste Freundin Jade, die eigentlich zu ihrer Ausbildung als Ritterin aufbrechen wollte, lässt sich Kit zuliebe diese Chance entgehen und schließt sich ihrer Freundin an. Graydon wird zur Unterstützung der Mädchen mitgeschickt. Mit von der Partie ist auch Elora Danan, die im Kinofilm als Baby vor den finsteren Mächten gerettet wurde, und in der Obhut von Sorshas Hof unter falschem Namen aufwuchs. Da sie anfangs eine jugendliche Liebe mit Airk verbindet, möchte auch sie zu seiner Rettung beitragen. Dabei erfährt sie aber weit mehr von ihrer eigenen Herkunft und ihrem Schicksal, als ihr lieb ist. 
Gemeinsam mit dem Kleinganoven Thraxus, dem früheren Knappen Madmartigans, suchen die Jugendlichen Willow und seine Leute auf. Willow hat zwar in den vergangenen Jahren nicht viel besser zaubern gelernt, doch seine zurückliegenden Abenteuer haben ihm einen achtbaren Ruf verschafft, von dem er bis heute zehrt. Sofort übernimmt er die Aufgabe Elora Danan in der Magie auszubilden, doch zu seinem Frust besitzt das Mädchen zwar großes Potenzial, doch wenig Ehrgeiz. Doch Eloras besondere Macht wird bald dringend benötigt, denn das Böse versucht, sich Airks zu bemächtigen...

## Besetzung und Synchronisation
Die deutschsprachige Synchronfassung entstand bei FFS Film- & Fernseh-Synchron in Berlin nach Dialogbüchern von Christian Langhagen und unter der Dialogregie von Roman Wolko sowie Robin Kahnmeyer. Nicolas Böll und Heike Schroetter vertonen erneut ihre jeweiligen Rollen, die sie bereits 1988 sprachen. Andere Rollen wurden hingegen neu besetzt; so wurden Eva Katharina Schultz und Wolfgang Ziffer jeweils durch Judith Steinhäuser und Hanns-Jörg Krumpholz ersetzt.
| Rollenname               | Schauspieler         | Hauptrolle (Episoden) | Nebenrolle (Episoden) | Synchronsprecher     |
| ------------------------ | -------------------- | --------------------- | --------------------- | -------------------- |
| Willow Ufgood            | Warwick Davis        | 1.01–1.08             |                       | Nicolas Böll         |
| Dove / Elora Danan       | Ellie Bamber         | 1.01–1.08             |                       | Muriel Bielenberg    |
| Prinzessin Kit Tanthalos | Ruby Cruz            | 1.01–1.08             |                       | Derya Flechtner      |
| Jade Claymore            | Erin Kellyman        | 1.01–1.08             |                       | Giovanna Winterfeldt |
| Prinz Graydon Hastur     | Tony Revolori        | 1.01–1.08             |                       | Jonas Frenz          |
| Thraxus Boorman          | Amar Chadha-Patel    | 1.01–1.08             |                       | Jaron Löwenberg      |
| Königin Sorsha           | Joanne Whalley       | 1.01–1.02             |                       | Heike Schroetter     |
| Prinz Airk Tanthalos     | Dempsey Bryk         | 1.01, 1.04, 1.06–1.07 |                       | David Kunze          |
| Allagash                 | Christian Slater     | 1.06                  |                       | Sven Hasper          |
| Kommandant Ballantine    | Ralph Ineson         |                       | 1.01–1.03             | Oliver Stritzel      |
| Silas                    | Graham Hughes        |                       | 1.01–1.03             | Lutz Schnell         |
| Königin Bavmorda         | Jean Marsh           |                       | 1.01, 1 1.04          | Judith Steinhäuser   |
| Rool                     | Kevin Pollak         |                       | 1.05                  | Hanns-Jörg Krumpholz |
| Scorpia                  | Adwoa Aboah          |                       | 1.05–1.06, 1.08       | Flavia Vinzens       |
| Madmartigan              | Jack Kilmer (Stimme) |                       | 1.06                  | Peter Flechtner      |

## Hintergrund und Produktion
Im Oktober 2020 erhielt die Produktion der Serie grünes Licht. Wie zuvor den Film produzierten die Studios Lucasfilm und Imagine Entertainment die Serie. Seit der Übernahme von Lucasfilm durch The Walt Disney Company ist sie die erste Verfilmung eines Lucasfilm-Werkes, das nicht Star Wars zum Thema hat. Diskussionen über eine Fortsetzung des im Jahr 1988 erschienenen gleichnamigen Films hatte es bereits im Jahr 2005 gegeben. Damals hatte George Lucas mit Warwick Davis, einem der Hauptdarsteller des Willow-Films von 1988, über die Idee einer Fortsetzung des Films als Fernsehserie gesprochen. Während der Produktion von Solo: A Star Wars Story (2018) hatte der an Solo beteiligte Jonathan Kasdan die Idee mit Ron Howard, dem Regisseur des Willow-Films, besprochen und ihn davon überzeugt, sie dem Disney-Konzern gemeinsam vorzustellen.
Jon M. Chu sollte die Pilotfolge inszenieren, lehnte jedoch im Januar 2021 aus persönlichen Gründen ab, sich als Regisseur dem Serienprojekt zu verpflichten. Daraufhin wurde Jonathan Entwistle als Regisseur der Pilotfolge eingestellt. Wegen Produktionsverzögerungen infolge einer Neufassung verließ auch Entwistle die Serienproduktion. Stephen Woolfenden übernahm letztlich die Regie bei den ersten beiden Folgen der Serie. Warwick Davis nahm wie im namensgebenden Film eine der Hauptrollen ein. Gesundheitliche Gründe gaben laut einem Bericht den Ausschlag, dass Val Kilmer, der im Film ebenfalls eine Hauptrolle innehatte, nicht Teil der Rollenbesetzung der Serie ist.
Die Produktion der Serie begann im Juni 2021 in Wales, wo bereits der namensgebende Film gedreht worden war. Als Drehorte wurden neben anderen die Dragon Studios in der Nähe von Llanharan genutzt. Gedreht wurde außerdem im Oktober 2021 an den Pendine Sands.

## Episodenliste
| Nr. | Deutscher Titel                    | Originaltitel                                   | Erstveröffentlichung USA | Deutschsprachige Erstveröffentlichung (D/A/CH) | Regie              | Drehbuch                                      |
| --- | ---------------------------------- | ----------------------------------------------- | ------------------------ | ---------------------------------------------- | ------------------ | --------------------------------------------- |
| 1   | Die Galen                          | Chapter I: The Gales                            | 30. Nov. 2022            | 30. Nov. 2022                                  | Stephen Woolfenden | Jonathan Kasdan                               |
| 2   | Der Hohe Aldwin                    | Chapter II: The High Aldwin                     | 30. Nov. 2022            | 30. Nov. 2022                                  | Stephen Woolfenden | Jonathan Kasdan                               |
| 3   | Der Kampf beim Geschlachteten Lamm | Chapter III: The Battle of the Slaughtered Lamb | 7. Dez. 2022             | 7. Dez. 2022                                   | Debs Paterson      | Wendy Mericle & John Bickerstaff              |
| 4   | Das Flüstern von Nockmaar          | Chapter IV: The Whispers of Nockmaar            | 14. Dez. 2022            | 14. Dez. 2022                                  | Debs Paterson      | Julia Cooperman                               |
| 5   | Der Wildwald                       | Chapter V: Wildwood                             | 21. Dez. 2022            | 21. Dez. 2022                                  | Philippa Lowthorpe | Hannah Friedman                               |
| 6   | Die Gefangenen von Skellin         | Chapter VI: Prisoners of Skellin                | 28. Dez. 2022            | 28. Dez. 2022                                  | Philippa Lawthorpe | Hannah Friedman & Stu Selonick                |
| 7   | Jenseits der Zerteilten See        | Chapter VII: Beyond the Shattered Sea           | 4. Jan. 2023             | 4. Jan. 2023                                   | Jamie Childs       | Julia Cooperman, Bob Dolman & Jonathan Kasdan |
| 8   | Kinder des Wurms                   | Chapter VIII: Children of the Wyrm              | 11. Jan. 2023            | 11. Jan. 2023                                  | Jamie Childs       | Rayna McClendon & Jonathan Kasdan             |